# Enzo Doria
Enzo Doria (eigentlich Ezio Passadore, * 12. März 1936 in Genua) ist ein italienischer Filmschaffender.

## Leben
Doria besuchte das Centro Sperimentale di Cinematografia und schloss es 1960 im Bereich Schauspiel ab, war jedoch bereits seit 1957 in einigen Filmrollen zu sehen. Da seine darstellerische Karriere nicht recht vorankam, begann Doria, nach einigen Erfahrungen als Produktionssekretär, selbst zu produzieren. Mit seiner Gesellschaft „Doria Cinematografica“ finanzierte er von 1965 an einige wichtige Produktionen junger Regisseure und war somit an der Erneuerung der italienischen Kinolandschaft durch Künstler wie Marco Bellocchio, Liliana Cavani und Salvatore Samperi beteiligt.
Mit dem Beginn der 1970er Jahre wandte sich Doria kommerzielleren Filmen zu, die teils große Kassenerfolge wurden, teils aber auch künstlerisch wertlose Massenware darstellten. Einige Male übernahm er auch selbst die Regie; diese Werke hinterließen keinen großen Eindruck.
Doria ist mit der Bühnenbildnerin Gisella Longo verheiratet. Sein Sohn Alessandro Doria ist Schauspieler.

## Filmografie (Auswahl)
Darstellung
- 1958: Judith – Das Schwert der Rache (Giuditta e Oloferne)
- 1960: Das süße Leben (La dolce vita)
- 1961: Man nennt es Amore
- 1962: Der Kampf der Makkabäer (Il vecchio testamento)

Produktion
- 1965: Mit der Faust in der Tasche (I pugni in tasca)
- 1968: Danke, Tante (Grazie zia)
- 1970: I cannibali
- 1972: The Child – Die Stadt wird zum Alptraum (Chi l’ha vista morire?)
- 1972: Ein Einsamer kehrt zurück (El retorno de Clint el solitario)
- 1976: Apache Woman (Una donna chiamata Apache)
- 1977: Der Polyp – Die Bestie mit den Todesarmen (Tentacoli)
- 1979: Der Sexbomber (Pensione amore servizio completo) (auch Drehbuch)
- 1980: Der Bandit mit den schwarz-blauen Augen (Il bandito dagli occhi azzurri)

Regie
- 1977: L'avventurosa fuga (auch Drehbuch)
- 1982: Due gocce d'acqua salata
- 1982: Adamo ed Eva – La prima storia d'amore (auch Drehbuch, als „Vincent Green“)
- 1989: I figli del vento (Fernseh-Miniserie)
- 1993: Sonne über dem Dschungel (Venti dal Sud)